# Liste der Monuments historiques in Ambonnay
Die Liste der Monuments historiques in Ambonnay führt die Monuments historiques in der französischen Gemeinde Ambonnay auf.

## Liste der Immobilien
| Bezeichnung    | Beschreibung                    | Standort                    | Kennzeichnung | Schutzstatus | Datum | Bild           |
| -------------- | ------------------------------- | --------------------------- | ------------- | ------------ | ----- | -------------- |
| Wegekreuz      | Stein, bezeichnet 1582          | Place de la Croix (Lage)    | PA00078564    | Classé       | 1905  | weitere Bilder |
| Kirche St-Réol | aus dem 12. und 13. Jahrhundert | Rue Saint-Vincent (Lage)    | PA00078565    | Classé       | 1922  | weitere Bilder |
| Brunnen        | 1853/54 erbaut                  | Place de la Fontaine (Lage) | PA51000009    | Inscrit      | 2003  | weitere Bilder |

## Liste der Objekte
| Bezeichnung                      | Beschreibung                                             | Standort                     | Kennzeichnung | Schutzstatus | Datum | Bild |
| -------------------------------- | -------------------------------------------------------- | ---------------------------- | ------------- | ------------ | ----- | ---- |
| Zwei Kronleuchter                | Kristallglas, 18. oder 19. Jahrhundert                   | in der Kirche St-Réol (Lage) | PM51002554    | Inscrit      | 1977  |      |
| Skulptur Johannes der Täufer     | Stein, 16. Jahrhundert                                   | in der Kirche St-Réol (Lage) | PM51000007    | Classé       | 1908  |      |
| Skulptur eines heiligen Bischofs | Holz, 18. Jahrhundert                                    | in der Kirche St-Réol (Lage) | PM51002556    | Inscrit      | 1977  |      |
| Taufbecken                       | Stein, bezeichnet 1550; Baldachin von 1886               | in der Kirche St-Réol (Lage) | PM51000006    | Classé       | 1905  |      |
| Rechter Seitenaltar              | Altartisch und Retabel; Holz, vergoldet, 18. Jahrhundert | in der Kirche St-Réol (Lage) | PM51002555    | Inscrit      | 1977  |      |